# De Graafschap
De Graafschap este un club profesionist de fotbal din Doetinchem, Țările de Jos. A fost format la data de 1 februarie 1954 și vor juca jocurile lor de origine pe un teren numit Stadionul "De Vijverberg". Stadionul lor actual este pe locul vechiului stadion folosit și a fost inaugurat în data de 12 august 2000. Numele de club înseamnă în limba neerlandeză "Comitatul", iar jucătorii sunt porecliți "Super Fermierii".

## Trofee
- Eerste Divisie (3): 1990-91, 2006-07, 2009-2010
- Tweede Divisie (1): 1968-69

## Foști antrenori
- Frans Adelaar
- Peter Bosz
- Henk van Brussel
- Hans van Doorneveld
- Hans Dorjee
- Henk Ellens
- Simon Kistemaker
- Jurrie Koolhof
- Fritz Korbach
- Frans Körver
- Gert Kruys
- Bert van Lingen
- Rob McDonald (1999-00)
- Pim van de Meent
- Ben Polák
- Sandor Popovics
- Huib Ruijgrok
- Henk van Stee
- Evert Teunissen
- Frans Thijssen
- Pim Verbeek
- Jan Versleijen
- Piet de Visser
- Ad Zonderland
- Ben Zweers

## Jucători marcanți
Țările de Jos
- Foeke Booy
- Ernie Brandts
- Dave Bus
- Hans van de Haar
- Guus Hiddink
- Peter Hofstede
- Klaas-Jan Huntelaar
- Jurrie Koolhof
- Olaf Lindenbergh
- Martijn Meerdink
- Patrick Paauwe
- Stefan Postma
- Richard Roelofsen
- Dick Schoenaker
- Sonny Silooy
- Edward Sturing
- Elfried Veldman
- Eric Viscaal
- Raymond Victoria
- Peter van Vossen
- Fabian Wilnis

 Australia
- Jason Čulina

 Burkina Faso
- Mamadou Zongo

 Egipt
- Hazem Emam

 Israel
- Ben Sahar

 Polonia
- Tomasz Rząsa